# Liste des conseillers généraux des Landes
Pour un article plus général, voir Conseil départemental des Landes.
Cet article contient la liste des conseillers généraux des Landes à la suite des élections cantonales de 2011 et jusqu'en 2015 où le Conseil général des Landes devient le Conseil départemental des Landes en vertu de la réforme de 2013.

## Composition du conseil général desLandes(30 sièges) - Élections cantonales de 2011
| Parti                                | Sigle | Élus |
| ------------------------------------ | ----- | ---- |
| Majorité (24 sièges)                 |       |      |
| Parti socialiste                     | PS    | 23   |
| Parti communiste français            | PCF   | 1    |
| Opposition (6 sièges)                |       |      |
| Union pour un mouvement populaire    | UMP   | 2    |
| Divers gauche                        | DVG   | 1    |
| Sans étiquette                       | SE    | 1    |
| Union des démocrates et indépendants | UDI   | 1    |
| Divers droite                        | DVD   | 1    |
| Président du Conseil Général         |       |      |
| Henri Emmanuelli (PS)                |       |      |

## Liste des conseillers généraux desLandes- Élections cantonales de 2011
| Canton                           | Circonscription | Conseiller général        | Parti | Série |
| -------------------------------- | --------------- | ------------------------- | ----- | ----- |
| Arrondissement de Dax            |                 |                           |       |       |
| Amou                             | 3               | Odile Lafitte             | PS    | 2011  |
| Castets                          | 1               | Gérard Subsol             | PS    | 2011  |
| Dax-Nord                         | 2               | Danielle Michel           | PS    | 2011  |
| Dax-Sud                          | 2               | Gabriel Bellocq           | PS    | 2008  |
| Montfort-en-Chalosse             | 3               | Marie-Elisabeth Servières | PS    | 2008  |
| Mugron                           | 3               | Henri Emmanuelli          | PS    | 2008  |
| Peyrehorade                      | 2               | Jean Pétrau               | SE    | 2011  |
| Pouillon                         | 3               | Yves Lahoun               | PCF   | 2008  |
| Saint-Martin-de-Seignanx         | 2               | Lionel Causse             | PS    | 2008  |
| Saint-Vincent-de-Tyrosse         | 2               | Michèle Labeyrie          | PS    | 2011  |
| Soustons                         | 2               | Hervé Bouyrie             | PS    | 2008  |
| Tartas-Est                       | 3               | Jean-François Broquères   | PS    | 2011  |
| Tartas-Ouest                     | 3               | Bernard Subsol            | PS    | 2008  |
| Arrondissement de Mont-de-Marsan |                 |                           |       |       |
| Aire-sur-l'Adour                 | 3               | Robert Cabé               | PS    | 2008  |
| Gabarret                         | 1               | Michel Herrero            | UMP   | 2011  |
| Geaune                           | 3               | Gilles Couture            | PS    | 2011  |
| Grenade-sur-l'Adour              | 3               | Pierre Dufourcq           | UDI   | 2008  |
| Hagetmau                         | 3               | Monique Lubin             | PS    | 2011  |
| Labrit                           | 1               | Dominique Coutiere        | PS    | 2011  |
| Mimizan                          | 1               | Xavier Fortinon           | PS    | 2011  |
| Mont-de-Marsan-Nord              | 1               | Didier Simon              | PS    | 2011  |
| Mont-de-Marsan-Sud               | 1               | Renaud Lahitète           | PS    | 2011  |
| Morcenx                          | 3               | Jean-Claude Deyres        | PS    | 2011  |
| Parentis-en-Born                 | 1               | Alain Dudon               | UMP   | 2008  |
| Roquefort                        | 1               | Guy Berges                | DVD   | 2008  |
| Sabres                           | 1               | Jean-Louis Pedeuboy       | PS    | 2008  |
| Saint-Sever                      | 3               | Jean-Pierre Dalm          | DVG   | 2008  |
| Sore                             | 1               | Jean-Marie Boudey         | PS    | 2008  |
| Villeneuve-de-Marsan             | 3               | Maryvonne Florence        | PS    | 2008  |
| Pissos                           | 1               | Guy Destenave             | PS    | 2011  |